# Залізнична платформа Чертокулич
Залізнична платформа Чертокулич (рос. Остановочная Платформа Чертокулич) — населений пункт (тип: залізнична платформа) у Чановському районі Новосибірської області Російської Федерації.
Входить до складу муніципального утворення Щегловська сільрада. Населення становить 0 осіб (2010).

## Історія
Згідно із законом від 2 червня 2004 року органом місцевого самоврядування є Щегловська сільрада.

## Населення
| 2002 | 2007 | 2010 |
| ---- | ---- | ---- |
| 8    | ↘0   | →0   |